# Gerd Backhaus
Gerd Backhaus (8 settembre 1942) è un ex calciatore tedesco orientale dal 1990 tedesco, di ruolo attaccante.

## Statistiche

### Cronologia presenze e reti in Nazionale
| Cronologia completa delle presenze e delle reti in nazionale ― Germania Est | Cronologia completa delle presenze e delle reti in nazionale ― Germania Est | Cronologia completa delle presenze e delle reti in nazionale ― Germania Est | Cronologia completa delle presenze e delle reti in nazionale ― Germania Est | Cronologia completa delle presenze e delle reti in nazionale ― Germania Est | Cronologia completa delle presenze e delle reti in nazionale ― Germania Est | Cronologia completa delle presenze e delle reti in nazionale ― Germania Est | Cronologia completa delle presenze e delle reti in nazionale ― Germania Est |
| Data                                                                        | Città                                                                       | In casa                                                                     | Risultato                                                                   | Ospiti                                                                      | Competizione                                                                | Reti                                                                        | Note                                                                        |
| --------------------------------------------------------------------------- | --------------------------------------------------------------------------- | --------------------------------------------------------------------------- | --------------------------------------------------------------------------- | --------------------------------------------------------------------------- | --------------------------------------------------------------------------- | --------------------------------------------------------------------------- | --------------------------------------------------------------------------- |
| 17/12/1963                                                                  | Yangon                                                                      | Birmania                                                                    | 1 – 5                                                                       | Germania Est                                                                | Amichevole                                                                  | 1                                                                           | 46’                                                                         |
| 12/01/1964                                                                  | Colombo                                                                     | Ceylon                                                                      | 1 – 12                                                                      | Germania Est                                                                | Amichevole                                                                  | 1                                                                           | 46’                                                                         |
| 11/09/1966                                                                  | Erfurt                                                                      | Germania Est                                                                | 2 – 0                                                                       | Polonia                                                                     | Amichevole                                                                  | -                                                                           | 46’                                                                         |
| Totale                                                                      |                                                                             | Presenze                                                                    | 3                                                                           |                                                                             | Reti                                                                        | 2                                                                           |                                                                             |